# Бошовци
Бошовци или Карабунар (на гръцки: Μαυροπηγή, Мавропигѝ, до 1927 година Καραμπουνάρ, Карабунар) е село в Егейска Македония, Република Гърция, дем Еордея, област Западна Македония.

## География
Селото е разположено на 740 m надморска височина, на 10 km югоизточно от Кайляри (Птолемаида), в североизточното подножие на Синяк (Синяцико). На юг е делът от Синяк Карталдаг (Аетовуни).

## История

### В Османската империя
В края на XIX век Бошовци е смесено българо-турско село. В „Етнография на вилаетите Адрианопол, Монастир и Салоника“, издадена в Константинопол в 1878 година и отразяваща статистиката на населението от 1873 година Бошувци (Bochuvtzi) е посочено като село в каза Джумали със 150 домакинства и 430 жители българи и 58 мюсюлмани.
В 1889 година Стефан Веркович („Топографическо-этнографическій очеркъ Македоніи“) пише за Бошовци:
| „ | На 1 час разстояние на юг от Кайляр се намира мохамеданското село Кара бунар с 28 къщи и 80 нуфузи, от които се взима 3980 пиастри данък, а десятъкът достига 3000 пиастри. Близо до това село се намира и християнско [българско] село Кара бунар с 11 къщи, 15 семейни двойки и 21 нуфузи. Данъкът им е включен в този на предишното село, а инание-аскерие възлиза на 630 пиастри. Това село е на 1 час от Кайляри. | “ |

В 1893 година Атанас Шопов посещава Кайлярско и определя Бошовци (Кара-бунар) като българско село. Според статистиката на Васил Кънчов („Македония. Етнография и статистика“) в 1900 година Бошовци (Кара Бунаръ) има 210 жители българи и 80 жители турци.
На Етнографската карта на Битолския вилает на Картографския институт в София от 1901 година Карабунар (Бошовци) е смесено село българи, гърци, власи и турци в Кайлярската каза на Серфидженския санджак с 65 къщи.
Според статистика на Серфидженския санджак на гръцкото консулство в Еласона от 1904 година в Карабунар (Καραμπουνάρ), Кайлярска каза, живеят 330 гърци и 100 турци.
В началото на XX век цялото християнско население на Бошовци е под върховенството на Цариградска патриаршия. По данни на секретаря на Българската екзархия Димитър Мишев („La Macédoine et sa Population Chrétienne“) в 1905 година в Бошевци има 320 българи патриаршисти гъркомани.
При избухването на Балканската война в 1912 година един човек от Бошовци е доброволец в Македоно-одринското опълчение.

### В Гърция
През войната селото е окупирано от гръцки части, а след Междусъюзническата война попада в Гърция. През 20-те години турското население на Бошовци се изселва в Турция и в селото са настанени 48 гърци бежанци от Турция. В 1928 година селото е смесено местно-бежанско с 40 семейства и 164 души бежанци. В 1927 година селото е прекръстено на Мавропиги, превод на турското име на селото Карабунар - черен извор.
В документ на гръцките училищни власти от 1 декември 1941 година се посочва, че в Бошовци две трети от населението са „славяногласни“, а останалата една трета гърци бежанци от Мала Азия и Кавказ.
Традиционно населението отглежда жито и се занимава и със скотовъдство.
| Име          | Име             | Ново име       | Ново име       | Описание                    |
| ------------ | --------------- | -------------- | -------------- | --------------------------- |
| Коджа кале   | Κοτζά Καλέ      | Кастро         | Κάστρο         | възвишение на Ю от Бошовци  |
| Мудалар      | Μουνταλάρ       | Мелисотопос    | Μελισσότοπος   | местност на С от Бошовци    |
| Сулман Чешме | Σουλμάν Τσεσμέν | Тригонон       | Τρίγωνον       | възвишение на СЗ от Бошовци |
| Таушан       | Ταουσάν         | Лагорема       | Λαγόρεμα       | река на Ю от Бошовци        |
| Шейтан       | Σαϊτάν          | Агиос Николаос | Άγιος Νικόλαος | река на С от Бошовци        |

| Година    | 1913 | 1920 | 1928 | 1940 | 1951 | 1961 | 1971 | 1981 | 1991 | 2001 | 2011 | 2021 |
| --------- | ---- | ---- | ---- | ---- | ---- | ---- | ---- | ---- | ---- | ---- | ---- | ---- |
| Население | 471  | 473  | 625  | 810  | 791  | 715  | 776  | 827  | 774  | 649  | 456  | 0    |

## Личности
Родени в Бошовци
- Дине Аръшов (1885 – ?), македоно-одрински опълченец, Първа рота на десета прилепска дружина[18]